# Dietz Klarinettenbau
Dietz Klarinettenbau GmbH & Co. KG (précédemment Klarinetten Wolfgang Dietz) est un facteur allemand de clarinettes basée à Neustadt an der Aisch, en Bavière.

## Histoire
En 1989, le maître facteur d'instruments à vent en bois Wolfgang Dietz s'est mis à son compte en aménageant un petit atelier dans sa maison à Neustadt an der Aisch et a fondé une manufacture de clarinettes fabriquées à la main sous le nom de Klarinetten Wolfgang Dietz. En 1999, Dietz construit un nouvel atelier à côté de sa maison d'habitation,. Le 19 novembre 2010, la transformation en la forme juridique actuelle a eu lieu avec les associés Wolfgang Dietz et Ludwig Gerd Dietz, fils du fondateur et également maître facteur de clarinettes. Malgré le changement de raison sociale, les clarinettes fabriquées continuent à être vendues sous la marque Klarinetten Wolfgang Dietz, et le logo correspondant a également été conservé.
La ville de Neustadt an der Aisch constitue la Mecque de la fabrication de clarinettes allemandes avec les manufactures Herbert Wurlitzer, Leitner & Kraus (de) et Dietz.

## Produits

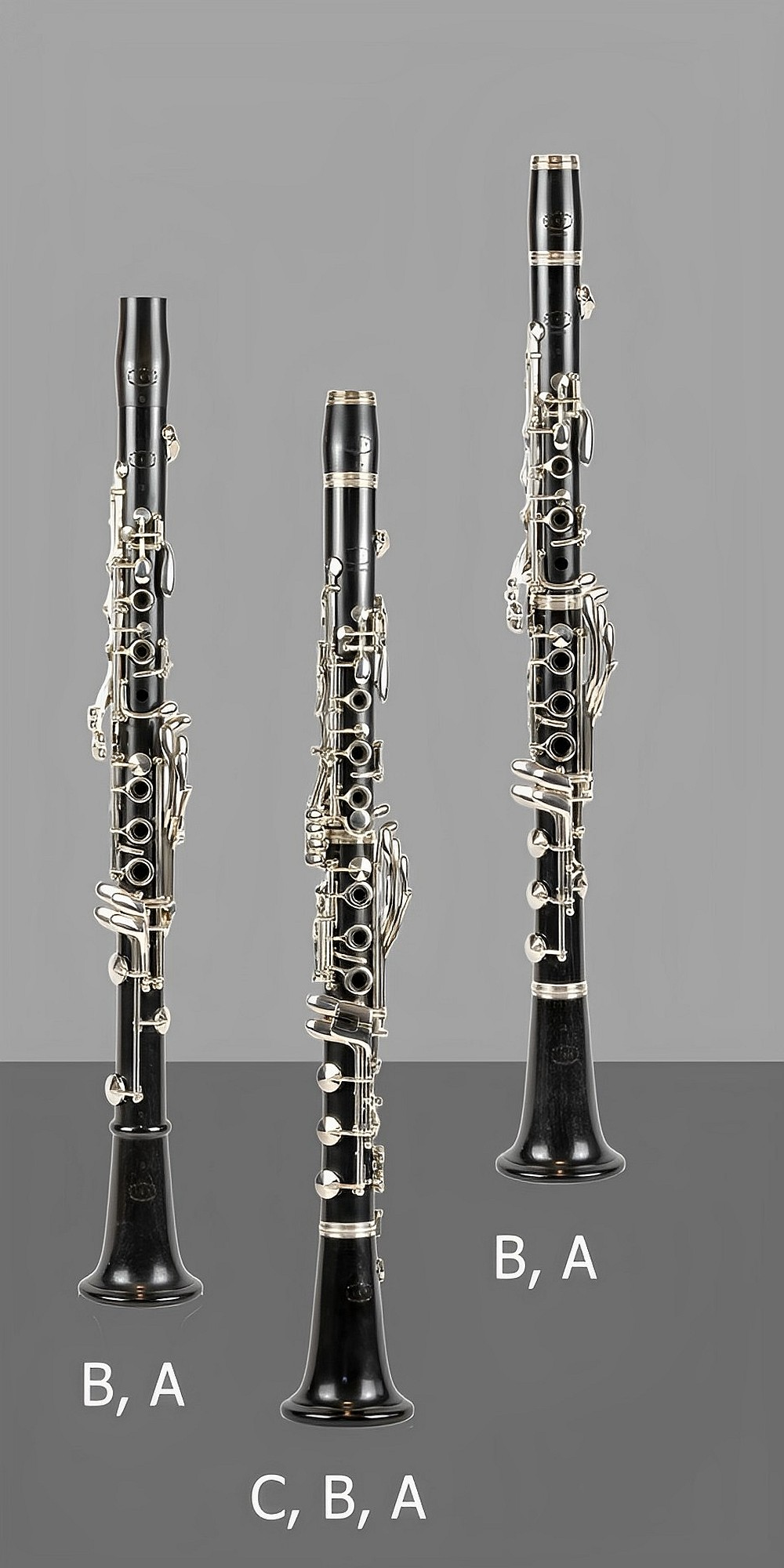
Clarinette système Boehm, clarinette système Boehm réformé, clarinette hybride

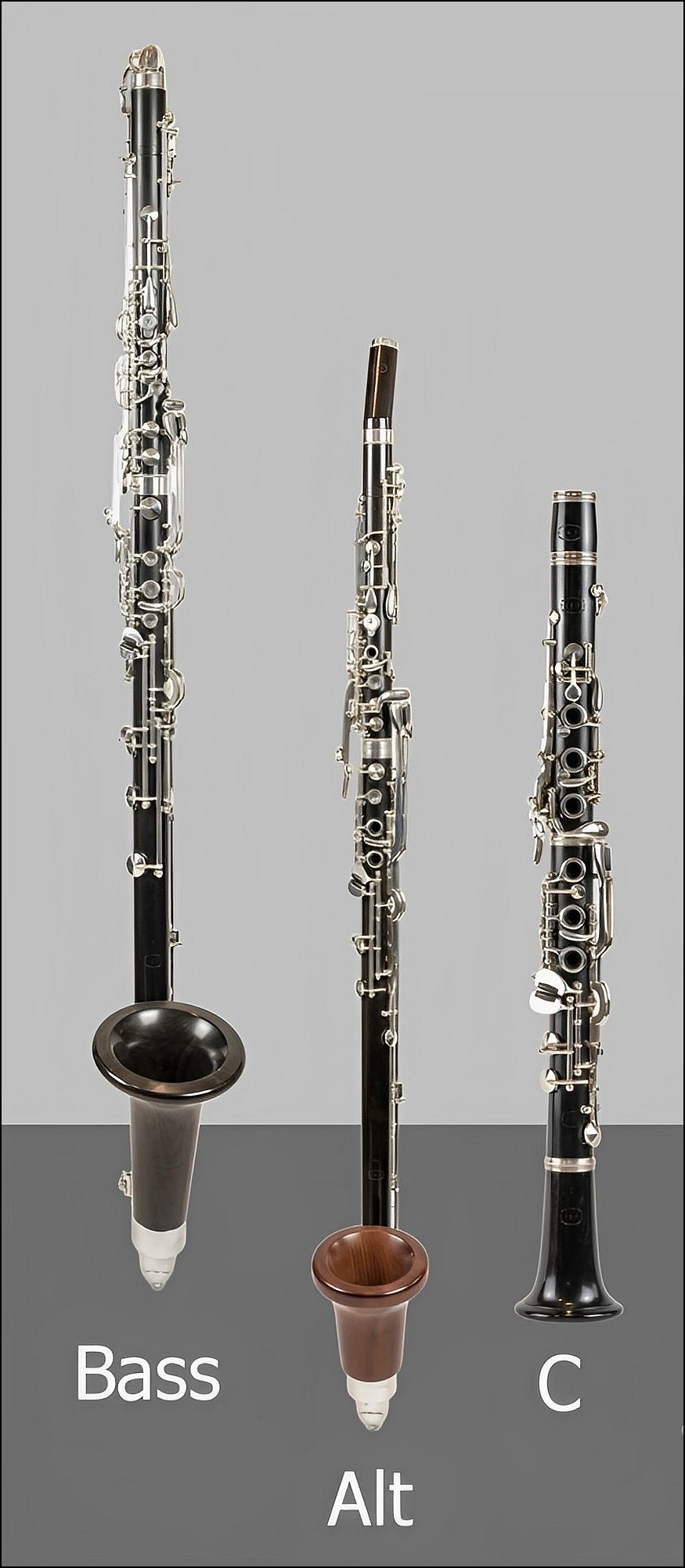
Clarinettes système allemand : basse, alto, soprano en do

Sont fabriquées, toujours sur commande, des clarinettes de différents diapasons avec les systèmes de clétage de clarinette allemand et français (système Oehler ou système Boehm) ainsi que celles avec le système Boehm réformé et aussi celui de clarinettes hybrides. Différents modèles sont disponibles au choix dans les essences de bois :  grenadille, mopane, cocobolo et buis. En standard, les instruments sont accordés entre 442 et 443 Hz, mais sur demande, ils peuvent être accordés dans plusieurs autres diapasons. Des versions pour gauchers peuvent également être fabriquées. Unique au monde, la clarinette alto descend jusqu'au do grave (écrit), comme un cor de basset. Les differents modèles sont décrits en détail sur le site web de l'entreprise.
Les instruments sont fabriqués de manière artisanale avec un grand soin et une grande précision, grâce à un recours modéré aux machines. Chaque instrument est fabriqué à la pièce.

## Prix et récompenses
Dietz Klarinettenbau a reçu le Deutscher Musikinstrumenten-Preis (Prix allemand des instruments de musique) en 2020 dans la catégorie Clarinette en la (système allemand) pour le modèle Clarinette en la modèle étudiant.

## Ventes
Les instruments de Dietz sont vendus à environ 70 % en Allemagne et en Autriche, environ 20 % dans d'autres pays de l'UE et le reste dans le monde entier. Les acheteurs sont principalement des étudiants des conservatoires et des clarinettistes professionnels, y compris ceux qui jouent dans des orchestres culturels renommés.